# Europese kampioenschappen schaatsen afstanden 2024 - Teamsprint mannen
De teamsprint mannen op de Europese kampioenschappen schaatsen 2024 werd verreden op zaterdag 6 januari 2024 in ijsstadion Thialf in Heerenveen. Titelverdediger was de Nederlandse ploeg die dit keer derde werd. De wedstrijd werd gewonnen door Polen voor Noorwegen.

## Uitslag
| #      | Land      | Schaatsers                                                        | Tijd    | Verschil |
| ------ | --------- | ----------------------------------------------------------------- | ------- | -------- |
| Goud   | Polen     | Marek Kania Piotr Michalski Damian Żurek                          | 1:18.31 |          |
| Zilver | Noorwegen | Pål Myhren Kristensen Bjørn Magnussen Håvard Holmefjord Lorentzen | 1:18.81 | +0.50    |
| Brons  | Nederland | Stefan Westenbroek Jenning de Boo Wesly Dijs                      | 1:20.61 | +2.30    |
| 4      | Duitsland | Maximilian Strübe Moritz Klein Hendrik Dombek                     | 1:21.27 | +2.96    |
| 5      | Finland   | Tuukka Suomalainen Juuso Lehtonen Samuli Suomalainen              | 1:22.84 | +4.53    |

## IJs- en klimaatcondities
|                  | Start   | Eind    |
| ---------------- | ------- | ------- |
| Tijd             | 14:30   | 14:35   |
| Luchttemperatuur | 17,8°C  | 17,8°C  |
| IJstemperatuur   | -10,7°C | -10,7°C |
| Luchtvochtigheid | 39,8 %  | 39,8 %  |